# Spaske, Novomoskovsk
Spaske (în ucraineană Спаське) este localitatea de reședință a comunei Spaske din raionul Novomoskovsk, regiunea Dnipropetrovsk, Ucraina.

## Demografie
Componența lingvistică a localității Spaske
     Ucraineană (96,92%)
     Rusă (2,96%)
     Alte limbi (0,06%)
Conform recensământului din 2001, majoritatea populației localității Spaske era vorbitoare de ucraineană (96,92%), existând în minoritate și vorbitori de rusă (2,96%).